# 至高者、同樣至高者，與第三者

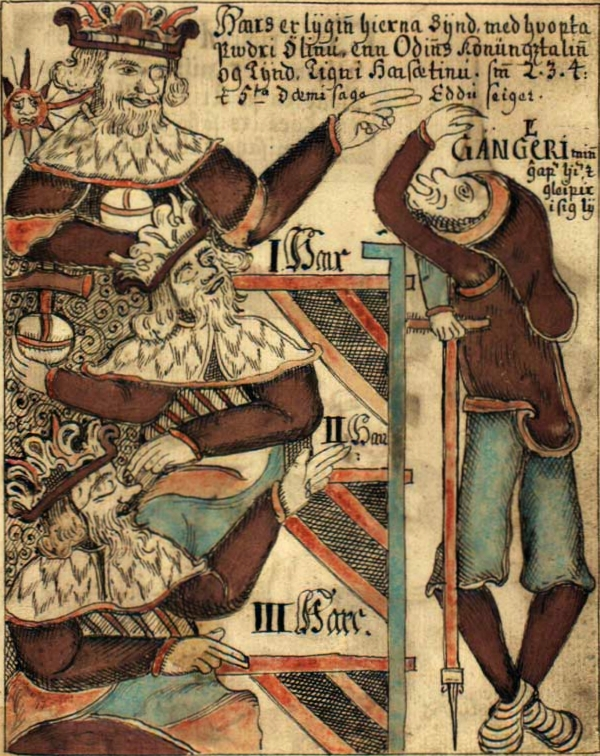
至高者、同樣至高者，與第三者和甘格利對話，出自於十八世紀的冰島手稿。

至高者、同樣至高者，與第三者是《散文埃達》〈欺騙古魯菲〉中的三個人物，在故事中回答了甘格利（古魯菲的化名）的問題。至高者、同樣至高者，與第三者坐在王座上，至高者的王座最低，同樣至高者的王座次高，第三者的王座最高。
〈欺騙古魯菲〉第二十章中提到這三個名字是奧丁的假名：
[奧丁] 在拜訪國王蓋爾羅德的過程中用了好幾個假名：「我稱自己為 [...] 第三者， [...] 至高者， [... 和] 同樣至高者」——斯諾里·斯蒂德呂松，散文埃達